# Tony Estanguet
Tony Laurent Marcel Estanguet (Pau, 6 de mayo de 1978) es un deportista francés que compitió en piragüismo en la modalidad de eslalon. Su hermano Patrice compitió en el mismo deporte.
Participó en cuatro Juegos Olímpicos de Verano, entre los años 2000 y 2012, obteniendo en total tres medallas de oro en la prueba de C1 individual. Ganó doce medallas en el Campeonato Mundial de Piragüismo en Eslalon entre los años 1997 y 2010, y diez medallas en el Campeonato Europeo de Piragüismo en Eslalon entre los años 2000 y 2012.
Fue el abanderado de Francia en las ceremonias de apertura y clausura de los Juegos de Pekín 2008.
Ejerció de vicepresidente de la Federación Internacional de Piragüismo. Entre 2013 y 2021 fue miembro de la Comisión de Atletas del Comité Olímpico Internacional. Fue el presidente del Comité Organizador de los Juegos Olímpicos de París 2024.

## Palmarés internacional
| Juegos Olímpicos   | Juegos Olímpicos                 | Juegos Olímpicos  | Juegos Olímpicos |
| Año                | Lugar                            | Medalla           | Competición      |
| ------------------ | -------------------------------- | ----------------- | ---------------- |
| 2000               | Sídney (Australia)               | Medalla de oro    | C1 individual    |
| 2004               | Atenas (Grecia)                  | Medalla de oro    | C1 individual    |
| 2012               | Londres (Reino Unido)            | Medalla de oro    | C1 individual    |
| Campeonato Mundial |                                  |                   |                  |
| Año                | Lugar                            | Medalla           | Competición      |
| 1997               | Três Coroas (Brasil)             | Medalla de plata  | C1 por equipos   |
| 1999               | Seo de Urgel (España)            | Medalla de bronce | C1 por equipos   |
| 2003               | Augsburgo (Alemania)             | Medalla de plata  | C1 individual    |
| 2003               | Augsburgo (Alemania)             | Medalla de plata  | C1 por equipos   |
| 2005               | Penrith (Australia)              | Medalla de oro    | C1 por equipos   |
| 2005               | Penrith (Australia)              | Medalla de plata  | C1 individual    |
| 2006               | Praga (República Checa)          | Medalla de oro    | C1 individual    |
| 2007               | Foz do Iguaçu (Brasil)           | Medalla de oro    | C1 por equipos   |
| 2007               | Foz do Iguaçu (Brasil)           | Medalla de plata  | C1 individual    |
| 2009               | Seo de Urgel (España)            | Medalla de oro    | C1 individual    |
| 2009               | Seo de Urgel (España)            | Medalla de plata  | C1 por equipos   |
| 2010               | Liubliana (Eslovenia)            | Medalla de oro    | C1 individual    |
| Campeonato Europeo |                                  |                   |                  |
| Año                | Lugar                            | Medalla           | Competición      |
| 2000               | Mezzana (Italia)                 | Medalla de oro    | C1 individual    |
| 2002               | Bratislava (Eslovaquia)          | Medalla de plata  | C1 individual    |
| 2006               | L'Argentière-la-Bessée (Francia) | Medalla de oro    | C1 individual    |
| 2007               | Liptovský Mikuláš (Eslovaquia)   | Medalla de bronce | C1 por equipos   |
| 2009               | Nottingham (Reino Unido)         | Medalla de plata  | C1 por equipos   |
| 2010               | Bratislava (Eslovaquia)          | Medalla de bronce | C1 por equipos   |
| 2011               | Seo de Urgel (España)            | Medalla de oro    | C1 individual    |
| 2011               | Seo de Urgel (España)            | Medalla de oro    | C1 por equipos   |
| 2012               | Augsburgo (Alemania)             | Medalla de plata  | C1 individual    |
| 2012               | Augsburgo (Alemania)             | Medalla de bronce | C1 por equipos   |